# Otta
Otta es una localidad situada en el municipio de Sel, en la provincia de Innlandet, Noruega. Tiene una población estimada, a inicios de 2022, de 2288 habitantes.
Es el centro administrativo del municipio.